# Toyama Maru

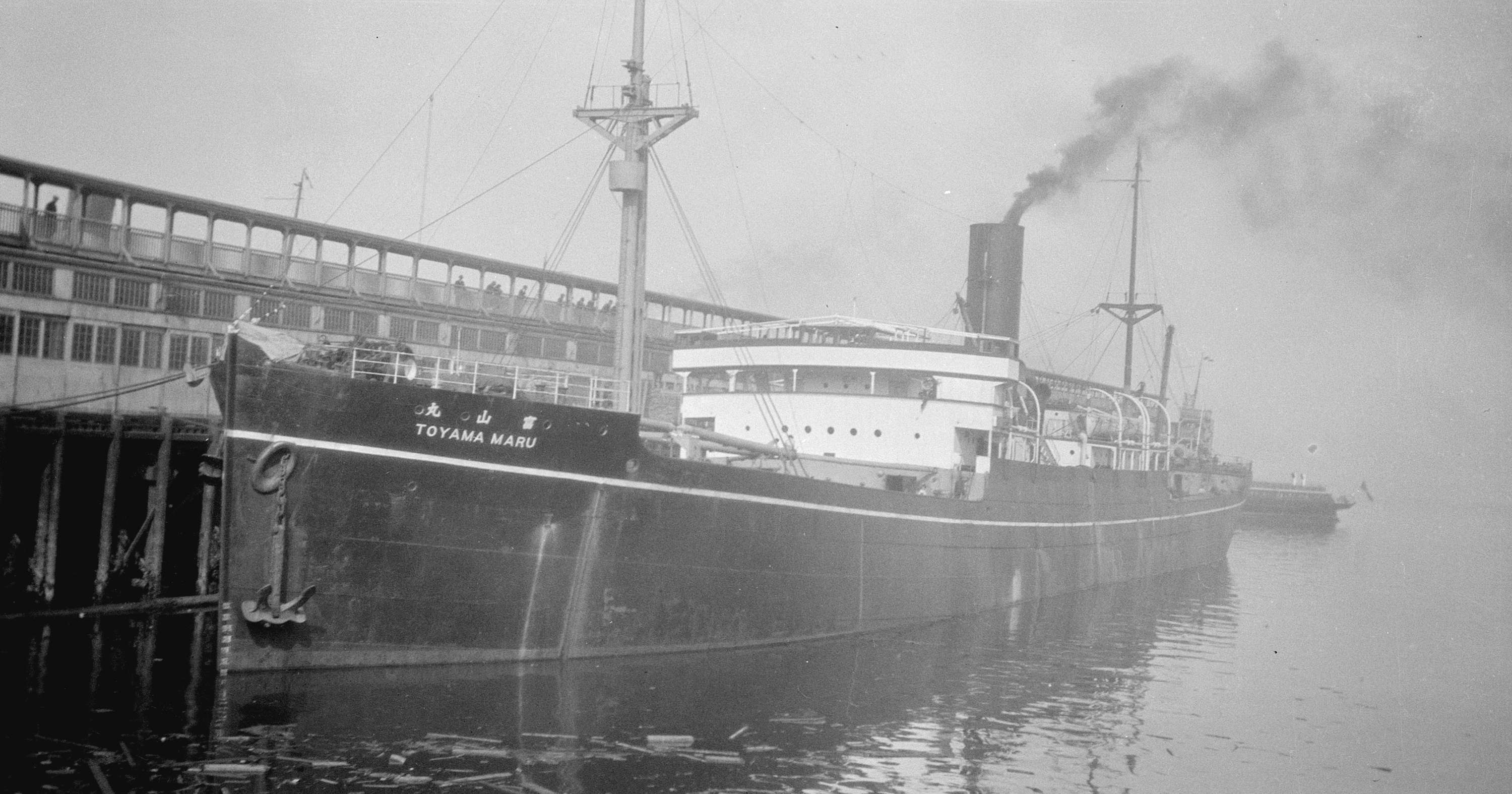
Le Toyama Maru en janvier 1941.

Le Toyama Maru était un transport de troupes japonais de 7 089 tonnes pendant la Seconde Guerre mondiale. Il a été construit en 1915 par les chantiers Mitsubishi Dockyards à Nagasaki.
Le 29 juin 1944, le Toyama Maru transportait plus de 6 000 hommes de la 44e brigade mixte indépendante japonaise quand il fut torpillé et coulé par le sous-marin américain USS Sturgeon. Il n'y eut que 600 survivants environ, ce qui fait du naufrage du Toyama Maru l'un des plus grands désastres maritimes de l'Histoire.

## Référence
- The Battle for Okinawa, par le Colonel Hiromichi Yahara.  (ISBN 0-471-18080-7)